# Tufão Alice (1958)
O tufão Alice foi o primeiro de três tufões que devastariam a região de Kanto no Japão. Alice causou danos a Tóquio como um tufão mínimo.

## História meteorológica
Alice se desenvolveu em 13 de julho no oceano Pacífico ocidental aberto como uma depressão tropical. Seguindo para o noroeste, Alice se tornou uma tempestade tropical em 14 de julho. Logo depois de se tornar uma tempestade tropical, Alice mudou-se para o oeste e atingiu o status de tufão em 16 de julho. Alice intensificou-se rapidamente em 19 de julho para 240 km/h (150 mph) supertufão, e depois de virar para o nordeste no dia seguinte, Alice enfraqueceu em um tufão mínimo. Alice atingiu a província de Shizuoka, no leste do Japão , em 22 de julho como um tufão mínimo e tornou-se extratropical em 24 de julho perto da Península de Kamchatka.

## Impacto
Logo após o desembarque, marés de tempestades ocorreram na Baía de Tóquio, causando inundações em Kōtō e Edogawa na região de Shitamachi. Na área de Kameido (agora uma estação), a tempestade na Baía de Tóquio atingiu 2,89 metros de altura. As ondas de tempestade causaram inundações de rios ao redor da Baía de Tóquio  que danificou 21 navios, danificou 27.673 hectares de plantações, destruiu 1.089 e inundou 46.243 casas. Alice causou a morte de 26 pessoas no total, ferindo 64 pessoas e 14 pessoas desapareceram.